# 切斯瓦娃·科希恰因斯卡
切斯瓦娃·科希恰因斯卡-什切平斯卡（波蘭語：Czesława Kościańska-Szczepińska，1959年5月22日—），波兰女子赛艇运动员。她曾代表波兰参加1980年和1988年夏季奥林匹克运动会赛艇比赛，其中1980年奥运会获得一枚银牌。